# Cyclops Peak
Cyclops Peak är en bergstopp i Antarktis. Den ligger i Östantarktis. Australien gör anspråk på området. Toppen på Cyclops Peak är 1 477 meter över havet.
Terrängen runt Cyclops Peak är huvudsakligen platt, men västerut är den kuperad. Trakten är obefolkad. Det finns inga samhällen i närheten.